# Canton de Marly (1790-1801)
Le canton de Marly est une ancienne division administrative française située dans le district de Vervins du département de l'Aisne.
Son chef-lieu était la commune de Marly (aujourd'hui Marly-Gomont) et comptait 9 communes.

## Histoire
Le canton est créé le 18 février 1790 sous la Révolution française,.
Le canton a compté huit communes avec Marly pour chef-lieu : Autreppes, Chigny, Englancourt, Erloy, Haution, Marly, Proizy, Romery et Saint-Algis. Il est une subdivision du district de Vervins qui disparait le 5 Fructidor An III (22 août 1795). Le canton ne subit aucune modification dans sa composition communale pendant cette période.
Lors de la création des arrondissements par la loi du 28 pluviôse an VIII (17 février 1800), le canton de Marly est rattaché à l'arrondissement de Vervins.
Le canton disparaît le 3 vendémiaire an X (25 septembre 1801) sous le Consulat. Marly, Proizy et Romery sont rattachées au canton de Guise alors que Chigny, Erloy, Englancourt sont reversées dans le canton de La Capelle; Autreppes, Haution et Saint-Algis intègrent le canton de Vervins.

## Composition
Le canton de Marly est composé de 9 communes.
Le tableau suivant en donne la liste, en précisant leur nom, leur population en 1793, puis en 1800, leur cantons de rattachement de l'An X, et leur appartenance aux cantons actuels.
| Communes    | Population (1793) | Population (1800) | Canton de l'an X | Canton actuel |
| ----------- | ----------------- | ----------------- | ---------------- | ------------- |
| Autreppes   | 800               | 678               | Vervins          | Vervins       |
| Chigny      | 608               | 572               | La Capelle       | Guise         |
| Englancourt | 542               | 747               | La Capelle       | Vervins       |
| Erloy       | 722               | 727               | La Capelle       | Vervins       |
| Haution     | 825               | 667               | Vervins          | Vervins       |
| Marly,      | 878               | 959               | Guise            | Guise         |
| Proizy,     | 628               | 597               | Guise            | Guise         |
| Romery      | 179               | 198               | Guise            | Guise         |
| Saint-Algis | 607               | 534               | Vervins          | Vervins       |

## Évolution démographique
| 1793  | 1800  |
| ----- | ----- |
| 5 789 | 5 679 |

Histogramme

(élaboration graphique par Wikipédia)